# سریا لنکا
سریا لنکا (انگلیسی: Sriya Lenka؛ زادهٔ ۱۴ سپتامبر ۲۰۰۳) که به‌طور حرفه‌ای با نام سریا شناخته می‌شود، خواننده هندی است که در کره جنوبی فعالیت می‌کند. او یکی از اعضای گروه دخترانه اهل کره جنوبی، بلک‌سوان است و به عنوان اولین آیدل هندی در صنعت موسیقی کره جنوبی شناخته می‌شود.

## زندگی و حرفه

### ۲۰۰۳–۲۰۲۲: اوایل زندگی و آغاز حرفه
سریا تمرین خوانندگی و رقص را در سن ۱۲ سالگی آغاز کرد. پس از معرفی ترانه‌ای از اکسو توسط دوستش، سریا برای آغاز حرفه‌اش در صنعت کی پاپ الهام گرفت. او در سال ۲۰۲۰ حضور در ادیشن برای شرکت‌های کی پاپ را آغاز کرد و در عین حال زبان کره‌ای را از طریق برنامه‌های آنلاین و تماشای درام‌های کره‌ای تمرین می‌کرد.

### ۲۰۲۱–اکنون: بلک‌سوان
در ۲۸ ژانویه ۲۰۲۲، دی‌آر میوزیک از سریا و گابی در حساب ایتستاگرامش رونمایی کرد و خاطر نشان کرد که تنها یک نفر به عنوان پنجمین عضو رسمی گروه به گروه دخترانه بلک‌سوان ملحق خواهد شد. در ۲۶ مه، دی‌آر میوزیک هر دو عضو سریا و گابی را به عنوان اعضای جدید گروه از طریق پروژهٔ Cygnus این شرکت معرفی کرد.
سریا به صورت رسمی در مه ۲۰۲۳ به عنوان عضوی از گروه بلک‌سوان با انتشار آلبوم تک‌آهنگ That Karma فعالیتش را آغاز کرد.